# Ta Matete
Ta Matete (en español El mercado) es un cuadro del pintor francés Paul Gauguin. Está realizado en óleo sobre lienzo. Mide 73 cm de alto y 92 cm de ancho. Fue pintado en 1892. Se encuentra en el Kunstmuseum en Basilea, Suiza. 
Esta obra se pintó durante la primera estancia de Gauguin en la Polinesia (1891-1893).